# Uulbayan
Uulbayan (mongoliska: Уулбаян Сум, Уулбаян, Uulbayan Sum) är ett distrikt i Mongoliet.   Det ligger i provinsen Süchbaatar, i den östra delen av landet, 400 km öster om huvudstaden Ulaanbaatar.